# Amada fidžijská
Amada fidžijská, též amadina fidžijská (Erythrura pealii), je menší exotický pták z čeledi astrildovitých, z rodu Erythrura. Dříve byl považována za poddruh amady krátkoocasé, dnes je to již samostatný druh. Dosahuje délky 105 až 107 mm. Jsou to endemity, vyskytuje se na různých ostrovech Fidži, můžeme ji ale najít i u chovatelů, včetně těch českých. Vhodným útočištěm je pro ni louka, zahrada nebo pastvina s možností rychle se schovat do úkrytu. Živí se menším hmyzem, nektarem a semeny trav. Sdružuje se do větších skupin, v době hnízdění čítajících až třicet jedinců. Tento pták je poměrně početný a jeho stupeň ohrožení dle IUCN je nedotčený, přestože je to endemit vyskytující se na jednom souostroví. Jejich populace se ale snižuje s ubývajícím vhodným prostředím pro jejich žití.

## Popis

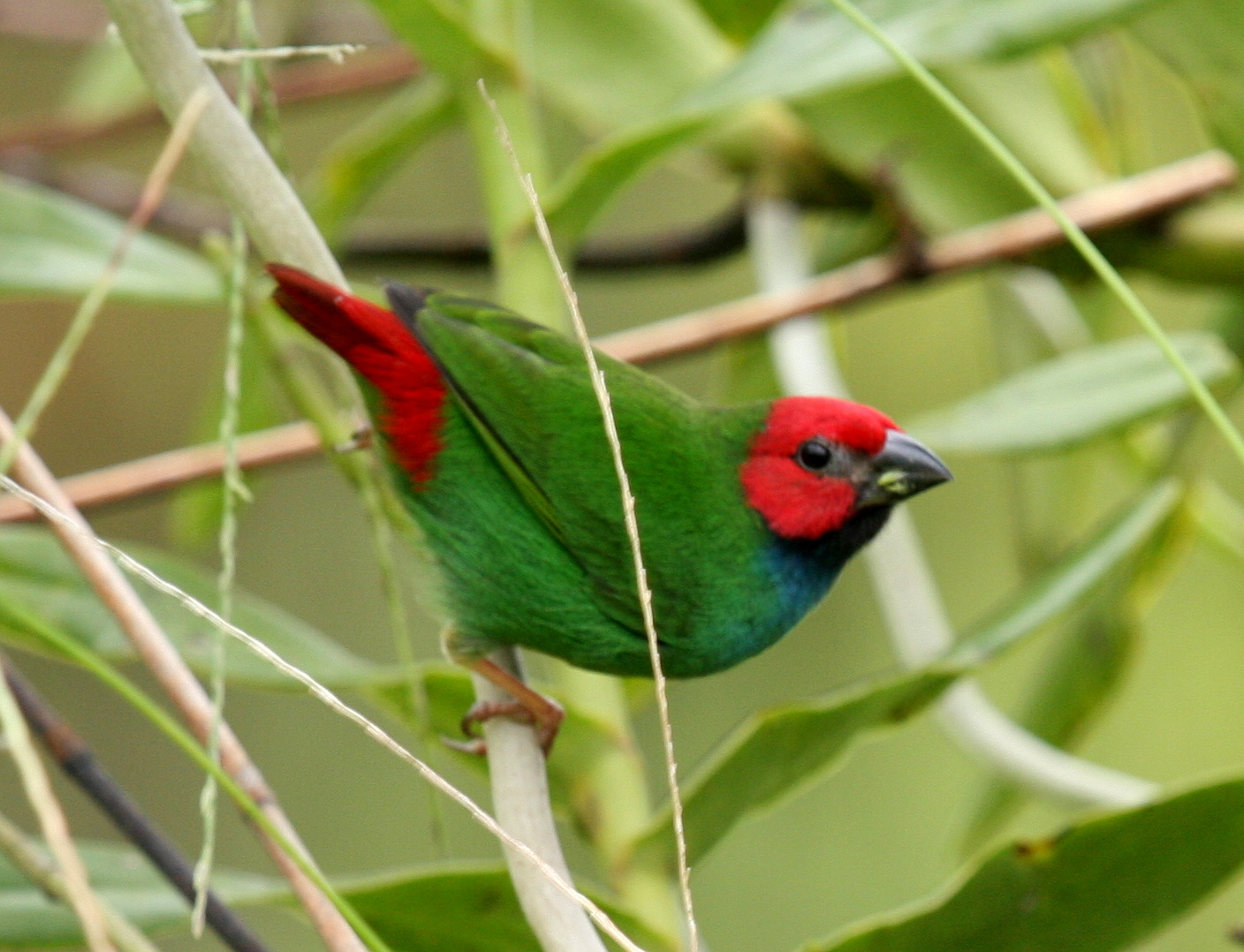
Dospělý jedinec

Amada fidžijská je menší exotický pták, dosahuje délky mezi 105 až 107 mm, přičemž křídlo má okolo 60 mm a ocas 31 až 35 mm. Mají malé kulaté oči černé barvy. Zobák je středně dlouhý, poměrově široký a černý. Co se barvy týče, pak u nich není příliš výrazný pohlavní dimorfismus. Samci mají líce, týl a temeno jasně červené barvy, orámované úzkým černým proužkem. Hrdlo a hruď jsou tyrkysově modré. Křídla, záda, boky a břicho jsou zelené. U samic je patrný menší rozsah červené barvy na hlavě, u některých samic může úplně vymizet modrá hruď. Mláďata jsou celá zelená (ale rodí se holá a slepá), se žlutým zobákem.
Možné je u nich i mezidruhové křížení: například amada fidžijská se může pářit s amadou Gouldové. U takových jedinců vzniká nežádoucí vzhled a jejich chování může být abnormální.

## Chování
Ve volné přírodě hnízdí amady fidžijské v keřích a ve vysoké trávě. Při hnízdění postaví samec hnízdo, které mu samička musí schválit a do kterého ona později naklade většinou čtyři čistě bílá vejce. O zahřívání vajec se střídavě starají oba rodiče, a to po dobu asi dvou týdnů. Vyklubaná mláďata jsou holá, slepá s modrými víčky. Ta vylétají z hnízda za další tři týdny a více.
Sdružují se do skupinek, které mohou v období hnízdění vytvořit až velká hejna. Mimo tu dobu ale žijí v menších, většinou šestičlenných, skupinkách.

## Predátoři
Hlavním predátorem amady fidžijské je endemit jestřáb růžový (Accipiter rufitorques). Tento jestřáb se vyskytuje na různých ostrovech Fidži a loví malé a střední pěvce, stejně tak menší papoušky. Dalším predátorem je moták tichomořský (Circus approximans), který se vyskytuje v Austrálii, Tasmánii, na Novém Zélandu a na Fidži. Posledním důležitým predátorem je poddruh sokola stěhovavého — Falco peregrinus nesiottes. Kukačka východoaustralská je hnízdní parazit žijící na Fidži, který klade svá vejce do cizích hnízd, včetně hnízd amady fidžijské.

## Chov
Amady fidžijské se hodí pro vnitřní voliérový chov, přičemž voliéra musí být prostorná a umístěná tam, kde není průvan ani zima. Do ní je vhodné umístit menší budku s půlkulatým vletovým otvorem. Při hnízdění postaví samec hnízdo, které mu samička musí schválit a do kterého ona později naklade většinou čtyři čistě bílá vejce. O inkubaci mláďat se střídavě starají oba rodiče. Mláďata jsou barvy mdlé, zobák s černou špičkou. O své potomky se amady fidžijské starají dobře a většinou není potřeba jim shánět náhradní chůvu. V zajetí je vhodné amady krmit speciálními směsmi a jako doplněk podávat japonské proso nebo semena trav.